# لوئیس پاتریس
لوئیس پاتریس (انگلیسی: Louis Patris؛ زادهٔ ۷ ژوئن ۲۰۰۱) بازیکن فوتبال اهل بلژیک است که در حال حاضر برای باشگاه فوتبال اندرلشت بازی می‌کند.
از باشگاه‌هایی که در آن بازی کرده‌است می‌توان به باشگاه فوتبال اندرلشت اشاره کرد.

## دوران ملی
وی همچنین در تیم‌های ملی فوتبال زیر ۱۶ سال بلژیک، زیر ۱۷ سال بلژیک، زیر ۱۸ سال بلژیک، زیر ۱۹ سال بلژیک و زیر ۲۱ سال بلژیک بازی کرده‌است.

## دوران باشگاهی
در سال ۲۰۱۵ پاتریس از استاندارد لیژ به باشگاه فوتبال اود-هورلی لوون می‌پیوندد. او اولین بازی خود را برای این باشگاه در ۱ مارس ۲۰۲۱ در بازی خانگی مقابل باشگاه فوتبال رویال آنتورپ انجام داد.
در ۸ ژوئیه ۲۰۲۳، با مبلغ ۳٫۵ میلیون یورو، پاتریس به تیم اندرلشت از لیگ برتر فوتبال بلژیک پیوست.